# День молодёжи (Россия)
День молодёжи — национальный праздник молодых людей, эта дата отмечается в Российской Федерации ежегодно, летом, в последнюю субботу июня.
История этого праздника началась 7 февраля 1958 года в Советском Союзе, когда Указом Президиума Верховного Совета СССР «Об установлении Дня советской молодёжи» был учреждён «День советской молодёжи», который отмечался в последнее воскресенье июня.
24 июня 1993 года, вскоре после распада СССР, первый президент России Б. Н. Ельцин, по предложению Государственного комитета Российской Федерации по делам молодёжи и Национального Совета молодёжных и детских объединений России, издал распоряжение N 459-рп «О праздновании Дня молодёжи», которое предписывало отмечать этот праздник 27 июня. Глава российского государства также распорядился:

«Органам исполнительной власти республик в составе Российской Федерации, краев, областей, автономных образований, городов Москвы и Санкт-Петербурга организовать проведение встреч, концертов, выставок, выступлений молодёжных творческих коллективов и других акций, посвященных празднованию Дня молодёжи… Мининформпечати России разработать и осуществить мероприятия по широкому освещению средствами массовой информации празднования Дня молодёжи… Всероссийской государственной телевизионной и радиовещательной компании через канал „Россия“ широко освещать все мероприятия праздника».

Хотя дата праздника была перенесена Борисом Ельциным на 27 июня, в некоторых городах основные торжества проводились «по старинке» в последнее воскресенье июня, так как 27 июня часто, в зависимости от года, является рабочим днём и не попадает на выходной. В этот день по всей России проводятся праздничные мероприятия, концерты, викторины, спортивные состязания, дискотеки, конкурсы и народные гуляния.
По прежнему, как и во времена СССР, в последнее воскресенье июня, отмечают национальный День молодёжи в Белоруссии.
До 2022 года в последнее воскресенье июня, отмечали национальный День молодёжи и в Украине. С 2022 года Украина отмечает 12 Августа Международный день молодёжи, который установлен Организацией Объединённых Наций.
27 июня, одновременно с Россией, День молодёжи отмечался и в Южной Осетии.
В 2022 году федеральное агентство «Росмолодёжь» организовало фестиваль «День молодежи». В центре новых возможностей в 10 регионах России. Помимо концертной площадки с топовыми музыкальными артистами, были подготовлены различные активности: мастер-классы, тематические пространства, презентации проектов и объединений.
2 мая 2023 года президент Владимир Путин издал распоряжение N 132-рп «О праздновании Дня молодёжи», которое предписывает перенести празднование Дня молодежи на последнюю субботу июня.